# The 1st Wonder
The 1st Wonder는 원더걸스의 첫 번째 단독 콘서트로 2009년 2월 28일 태국을 시작으로 미국 그리고 한국을 투어 하였다.
게스트로 깜짝등장한 2AM은 AR문제로 인하여 무반주로 라이브공연을 펼쳐 박수를 받았다.

## 세트리스트
- (한국)

1. I wanna
2. Bad boy
3. Good bye
4. So hot
5. 예은 - Killing me softly(킬링 미 소프틀리)
6. 선예 - 일월지가
7. 소희 - Single Ladies(싱글 레이디)
8. 선미 - 초대
9. 유빈 - Sexy back(섹시 백)

## 날짜
| 날짜            | 도시          | 국가     | 게스트    | 장소                          |
| --------------- | ------------- | -------- | --------- | ----------------------------- |
| 아시아          |               |          |           |                               |
| 2009년 2월 28일 | 방콕          | 태국     | 2PM       | 방콕 인도어 스타디움          |
| 북아메리카      |               |          |           |                               |
| 2009년 3월 5일  | 로스앤젤레스  | 미국     | 추가 바람 | 윌튼 극장                     |
| 2009년 3월 6일  | 오렌지 카운티 | 미국     | 추가 바람 | 라미라다 극장                 |
| 2009년 3월 8일  | 뉴욕          | 미국     | 추가 바람 | 맨하탄 해머스타인 볼룸 공연장 |
| 아시아          |               |          |           |                               |
| 2009년 3월 21일 | 부산          | 대한민국 | 2PM       | KBS홀                         |
| 2009년 3월 28일 | 서울          | 대한민국 | 2AM       | 올림픽 공원 펜싱경기장        |